# Aderus multinotatus
Aderus multinotatus é uma espécie de inseto besouro da família Aderidae. Foi descrita cientificamente por Maurice Pic em 1920.

## Distribuição geográfica
Habita no arquipélago Guadalupe.